# Ulandssekretariatet
Ulandssekretariatet (på engelsk LO/FTF Council) er den danske fagbevægelses udviklings- og bistandsorganisation.
Ulandssekretariatet støtter en demokratisk udvikling inden for fagbevægelsen i Afrika, Asien, Latinamerika, i Mellemøsten og Nordafrika og bidrager til en demokratisk udvikling i de samfund, som de faglige organisationer selv fungerer i.
For at bidrage til at skabe et bæredygtigt arbejdsmarked fokuserer Ulandssekretariatet på fire strategiske indsatsområder:
• Demokrati - social dialog på arbejdsmarkedet 

• Arbejdstagerrettigheder 

• Fattigdomsbekæmpelse, fordelingspolitik og den uformelle økonomi 

• Arbejdsmiljø og hiv/aids 
Ulandssekretariatet har hovedkontor på Islands Brygge i København og har regionale kontorer i Togo, Tanzania, Filippinerne. Guatemala og Colombia.